# 和歌山南スマートインターチェンジ
和歌山南スマートインターチェンジ（わかやまみなみスマートインターチェンジ）は、和歌山県和歌山市森小手穂にある阪和自動車道のスマートインターチェンジである。

## 概要
和歌山市では市内に3つのインターチェンジを設置する構想があり、2つ目のインターチェンジである和歌山北インターチェンジの供用開始後も和歌山県や和歌山市が和歌山南インターチェンジの設置を検討していたが、2013年（平成25年）1月29日に和歌山県知事記者会見で和歌山南インターチェンジを和歌山県が主体となってスマートインターチェンジとして整備することを発表した。構造は本線直結型のフルインターチェンジ、24時間運用でETC搭載の全車種対応になっている。2019年（平成31年）3月10日に供用開始された。当スマートインターチェンジが整備されることで和歌山インターチェンジ周辺の交通渋滞の緩和、産業振興、防災機能の強化、広域的な高度医療体制の充実が期待されている。

## 道路
- E42 阪和自動車道（21-1番）

## 歴史
- 2013年（平成25年）
  - 1月29日 : 和歌山南ICを和歌山県が主体でスマートインターチェンジとして整備することを発表[2]。
  - 3月22日 : 「（仮称）和歌山南スマートインターチェンジ地区協議会」を開催[4]。
  - 3月26日 : 和歌山県が和歌山南SICの計画概要を発表[4]。
  - 6月11日 : 国土交通大臣が連結許可[5]
- 2019年（平成31年）3月10日 : 供用開始[3]。

## 周辺
- 和歌山県立和歌山東高等学校
- 和歌山信愛女子短期大学
- 和歌山県警察本部交通センター
- 和歌山県立和歌山交通公園
- 岡崎前駅（和歌山電鐵貴志川線）
- 交通センター前駅（和歌山電鐵貴志川線）
- 吉礼駅（和歌山電鐵貴志川線）

## 接続する道路
- 和歌山県道13号和歌山橋本線（都市計画道路南港山東線）

## 隣
E42 阪和自動車道
(21) 和歌山IC - (21-1)和歌山南SIC - (22) 海南東IC